# Тайната вечеря в Онисанти
„Тайната вечеря“ (на италиански: Il Cenacolo или L'Ultima Cena) е фреска от 1480 г. на италианския ренесансов художник Доменико Гирландайо в трапезарията на манастирския комплекс към църквата „Онисанти“ във Флоренция, Италия.

## История
Това е втората фреска на Гирландайо на тема „Тайната вечеря“, след Тайната вечеря в абатството в Пасиняно през 1476 г., последвана от Тайната вечеря в Сан Марко през 1486 г.
Работата върху стенописа е възложена на художника, преди отпътуването му за Рим, където участва в изписването на Сикстинската капела заедно с други флорентински художници.